# José Ferreira Pinto
José Fernando Ferreira Pinto (Benguela, 7 novembre 1939) è un ex calciatore portoghese, di ruolo centrocampista.
Anche il fratello Fernando Ferreira Pinto è stato un calciatore professionista.

## Carriera

### Nazionale
Ha collezionato 2 presenze con la maglia della nazionale portoghese.

## Statistiche

### Presenze e reti in nazionale
| Cronologia completa delle presenze e delle reti in nazionale ― Portogallo | Cronologia completa delle presenze e delle reti in nazionale ― Portogallo | Cronologia completa delle presenze e delle reti in nazionale ― Portogallo | Cronologia completa delle presenze e delle reti in nazionale ― Portogallo | Cronologia completa delle presenze e delle reti in nazionale ― Portogallo | Cronologia completa delle presenze e delle reti in nazionale ― Portogallo | Cronologia completa delle presenze e delle reti in nazionale ― Portogallo | Cronologia completa delle presenze e delle reti in nazionale ― Portogallo |
| Data                                                                      | Città                                                                     | In casa                                                                   | Risultato                                                                 | Ospiti                                                                    | Competizione                                                              | Reti                                                                      | Note                                                                      |
| ------------------------------------------------------------------------- | ------------------------------------------------------------------------- | ------------------------------------------------------------------------- | ------------------------------------------------------------------------- | ------------------------------------------------------------------------- | ------------------------------------------------------------------------- | ------------------------------------------------------------------------- | ------------------------------------------------------------------------- |
| 24-06-1965                                                                | Porto                                                                     | Portogallo                                                                | 0 – 0                                                                     | Brasile                                                                   | Amichevole                                                                | -                                                                         |                                                                           |
| 31-10-1965                                                                | Porto                                                                     | Portogallo                                                                | 0 – 0                                                                     | Cecoslovacchia                                                            | Qual. Mondiali 1966                                                       | -                                                                         |                                                                           |
| Totale                                                                    |                                                                           | Presenze                                                                  | 2                                                                         |                                                                           | Reti                                                                      | 0                                                                         |                                                                           |

## Palmarès

### Club

#### Competizioni nazionali
- Campionato portoghese: 3

Sporting Lisbona: 1961-1962
Benfica: 1966-1967, 1967-1968
- Taça Ribeiro dos Reis: 1

Benfica: 1965-1966